# Tomnatec (okręg Alba)
Tomnatec – wieś w Rumunii, w okręgu Alba, w gminie Bistra. W 2011 roku liczyła 10 mieszkańców.